# Древноримска култура
Древноримската култура е културата на Римската империя – създала се от гръцката култура и отчасти продължена от византийската култура.
Римската култура се развива през над 1000-годишната история на Римската империя. Културата на град Рим е ръководеща векове наред в територията от Британия, цялата територия на Средиземно море до Двуречието.
Центърът на римската култура е град Рим. Най-старите традиции за празнуване и почитане на Ларите, римските качества като обикновеност, пестлеливост, честност и религиозност се ориентират от селските им съседи италиките. Mладият град Рим стои под влиянието на етруските.